# 月遅れ
月遅れ（つきおくれ）は、日本の年中行事の日付に関する取り扱いの一つ。

## 概要
日本の年中行事は、太陰太陽暦である旧暦を使用していた時代に定められたものが多い。これを、太陽暦（グレゴリオ暦）である新暦でもそのままの日付で行うと、季節が約1か月早くなる。このため、年中行事が本来の季節からずれてしまい、その時期に行う意味が薄れてしまうものが多数存在し、農繁期との重なりも不都合であった。そこで、暦の上での日付を1か月遅らせることにより、旧暦の時代の季節から大きくずれないようにする方法を取るようになった。これが月遅れである。
月遅れが採用されている代表的なものにお盆がある。旧暦7月15日のお盆は、ほとんどの地方で月遅れの8月15日に行われ、この時期を夏休み（お盆休み）としている会社や団体なども多い。また、旧暦6月30日（6月晦日）の夏越の祓（茅の輪くぐり）も、民間においては月遅れの7月31日に行われることが少なくない（晦日が月の大小の兼ね合いで31日となる）。他にも、初穂を天照大神に奉る旧暦9月17日の神嘗祭は、改暦に応じて一旦新暦の9月17日を採用したものの、稲の生育が不十分な時期となってしまったため、月遅れの10月17日へ早々に変更されている。
一方、五節句などの日付に意義がある行事では月遅れはほとんど採用されず、時期が大きくずれた状態になっている。端午にちなむこいのぼりは、元来梅雨の季節である旧暦5月に雨中で鯉が天に昇って竜になること（登竜門）にあやかって、江戸時代に武士の子弟の出世を願って掲げるものであった。しかし、新暦の5月は梅雨の季節ではない。七夕は元来梅雨明け後の旧暦7月7日に行うものであり、お盆直前の行事だった。しかし、新暦の7月7日では梅雨の最中になってしまう。なお、仙台七夕は月遅れを採用しており、例年8月6日から8日に開催される。桃の節句と呼ばれる上巳でも、桃の開花時期を重視して月遅れの新暦4月3日に行う地方もある。五節句の他にも、年越（大晦日）・元日は日本では新暦が一般的で、旧正月を大々的に行うのは南西諸島の一部に限られる。
月遅れと旧暦を混同して月遅れの行事を「旧○○」（旧盆など）と呼ぶこともあるが、旧暦に基づく日付と必ずしも同一にはならない。

## 日付のずれの原因
新暦と旧暦の日付のずれは、太陽暦と太陰太陽暦の違いが原因ではなく、1年の始まりの日の違いに起因する。
新暦では325年の第1ニカイア公会議において、春分の日付を3月21日と定めた。1月1日はその79日前（平年）か80日前（閏年）に当たる。一方、旧暦では元来雨水を含む月を1月とし、その直前の新月の日が1月1日となる。雨水は新暦では2月19日前後に当たり、旧暦の1か月の長さは29日か30日であるため、旧暦1月1日に当たる新暦の日付は1月19日から2月20日の間に来ることになる。他の日付も概ね同様であり、旧暦の日付は新暦の同じ日付の19〜51日後となる。
そこで、新暦でまる1か月（28〜31日）遅れた日付を取ればこの中に収まり、旧暦の日付と季節が大きくずれることはないのである。